# York Museums Trust
Lo York Museums Trust (YMT) è l'ente benefico responsabile della gestione di alcuni tra i più importanti musei e gallerie nella città di York, in Inghilterra, Regno Unito. L'ente è stato istituito nel 2002 per gestire i musei di York per conto dell'amministrazione municipale cittadina (City of York Council). Dalla sua fondazione ha visto un aumento annuale di visite dell'ordine delle 254 000 persone, superando nel 2016 e 2017 le 500 000 visite annue complessive.

## Siti

### Yorkshire Museum
Questo è lo storico museo della contea che espone collezioni ereditate dalla Yorkshire Philosophical Society e funge da museo di raccolta regionale.

### York Museum Gardens
I giardini del museo (Museum Gardens) è la definizione del giardino botanico che contiene lo Yorkshire Museum e la St Mary's Abbey.

### York Castle Museum
Il Castle Museum è un museo ospitato nelle prigioni del castello cittadino. Il museo ospita una collezione dedicata alla cultura e al folclore della cittadina di Pickering.

### York Art Gallery
La York Art Gallery espone una vasta collezione di dipinti e un'importante collezione internazionale di ceramiche d'artista.

### York St Mary's
La St Mary's Church, ovvero la chiesa di Santa Maria, è una chiesa sconsacrata, già della chiesa anglicana, risalente all'XI secolo e utilizzata come spazio espositivo di arte contemporanea.